# Watanabe Kaichi
Watanabe Kaichi est un nom japonais traditionnel ; le nom de famille (ou le nom d'école), Watanabe, précède donc le prénom (ou le nom d'artiste).
Watanabe Kaichi (渡邊嘉一) (22 mars 1858 — 4 décembre 1932) est un ingénieur japonais qui étudia et travailla en Écosse durant les années 1880. Il fut l'un des premiers Japonais à venir étudier au Royaume-Uni. Il est principalement connu pour son travail aux côtés de John Fowler et Benjamin Baker dans la construction d'un pont à poutres en porte-à-faux, le pont du Forth. 
Watanabe étudie auprès du conseiller étranger Henry Dyer, ingénieur écossais dirigeant l'école impériale d'ingénieurs du Japon. Après son diplôme de la faculté de technologie de l'université impériale de Tokyo, il étudie à l'université de Glasgow à partir de 1885 et est diplômé d’ingénierie civile et de science, puis travaille comme chef d'équipe sur la construction du pont du Forth qui passe au-dessus du Firth of Forth.
Il revient au Japon en 1888. Il travaille dans la Nippon Doboku Co., Ltd. (有限責任日本土木会社), puis pour diverses sociétés. Il est docteur en ingénierie de école impériale d'ingénieurs du Japon en 1899. Il a été président de plusieurs sociétés, dont la Compagnie de chemin de fer Sangū (参宮鉄道), la Kansai Gas Company, le chantier naval Tokyo Ishikawajima, et la Compagnie de chemin de fer électrique Keiō.
Le chef d'orchestre Takashi Asahina est le fils illégitime de Watanabe.

## Références

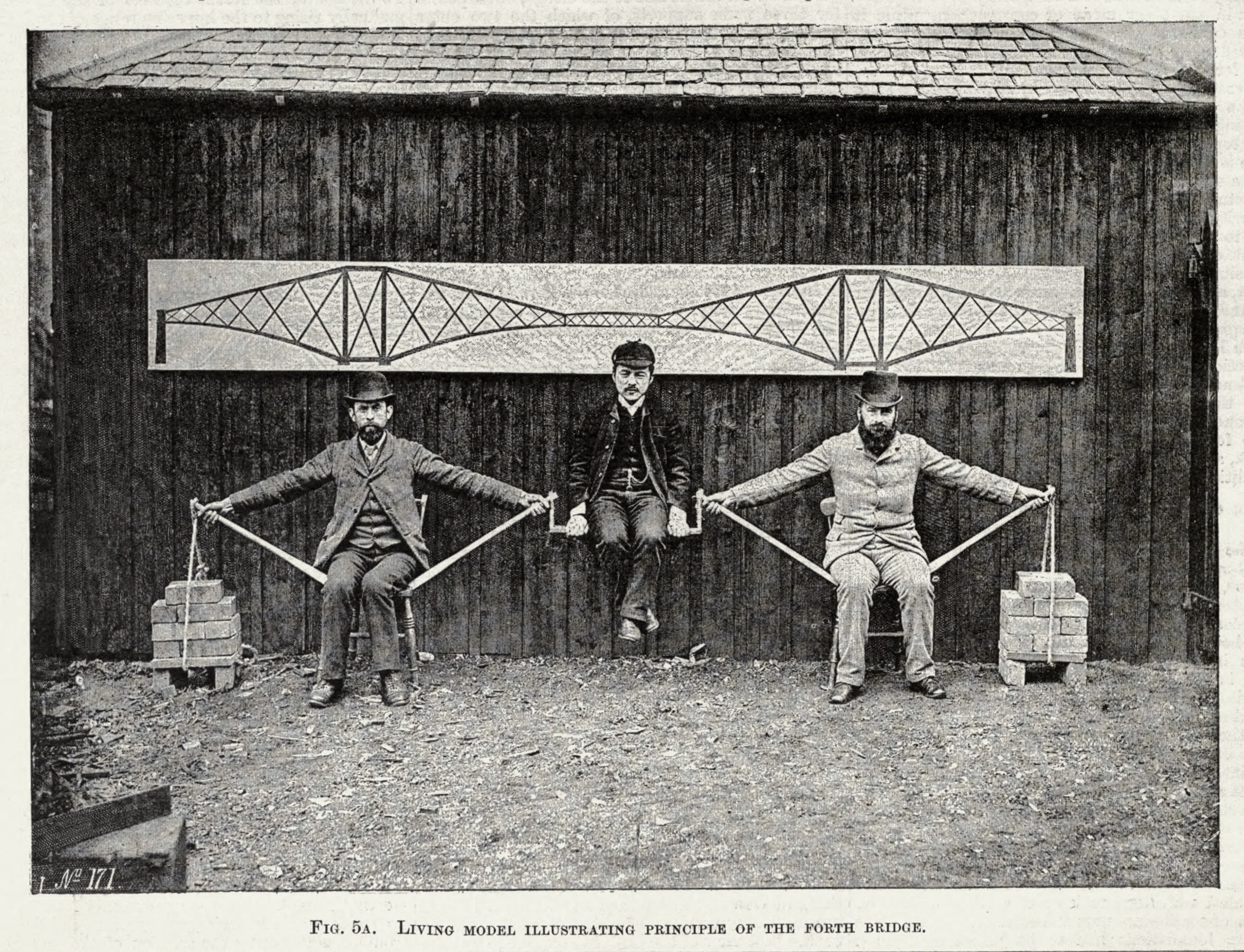
Watanabe Kaichi (assis, au centre) faisant la démonstration du principe de pont en porte-à-faux, avec Fowler et Baker.